# Carolina la O

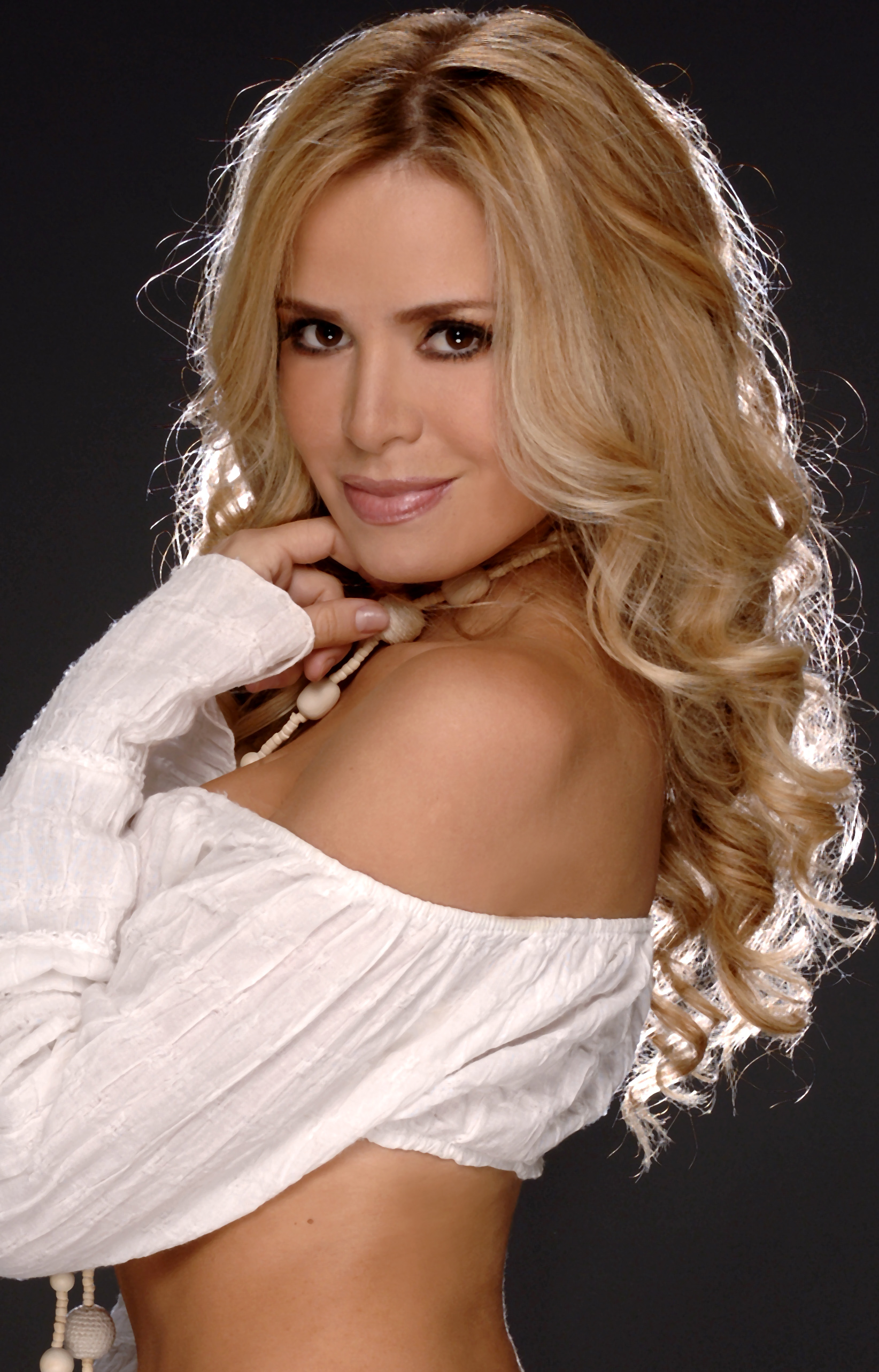
Carolina la O

Carolina la O (* 12. April 1979 in Manizales, Provinz Caldas), mit bürgerlichem Namen Carolina Ovalle Arango, ist eine kolumbianische Sängerin und Schauspielerin, die mit Hits wie „El Último Beso“, „Dulce Veneno“, „Yo soy la Rumba“ und „Candela Pura“ bekannt wurde.

## Leben
Carolina la O begann schon im Alter von sechs Jahren auf ihrer Grundschule das Thema „Campesina Santandera“ zu singen, was ihre spätere musikalische Karriere vorzeichnete.
In den späten 1990er Jahren schloss sich Carolina la O der Salsa- und Cumbia-Band Alquimia la Sonora del XXI an, welche Songs der Gruppe Sonora Matancera spielte. Carolina konnte ihr gesangliches Talent beweisen und wurde schon früh zu einem Publikumsliebling.
1998 sang sie während einer Großveranstaltung im Copacabana Club in New York, bei der auch Stars wie Celia Cruz auftraten. 1999 kam ihr erstes Soloalbum „El Son de Ahora“ heraus.
2001 erschien ihr Album „Dulce Veneno“, bei dem sie verschiedene Stilrichtungen wie Ranchera, Ballade und Salsa Romántica verarbeitete. Die Single Dulce Veneno wurde ein großer Hit in Kolumbien.
Warner Music bezeichnete sie als eine der besten Künstlerinnen ihres Genres. Sie trat unter anderem auf dem Carnaval de Barranquilla und der Feria de Cali auf. Nachdem sie auch international bekannt geworden war, hatte sie weitere Auftritte auf dem Carnaval de la Calle 8 in Miami und dem Festival Latino im kanadischen Toronto. Ihr drittes Album „Carolina“ wurde von Kike Santander produziert.
2003 erhielt die Sängerin einen Werbevertrag als Latin Image von der Brauerei Anheuser-Busch. 2004 spielte sie in der kolumbianischen TV-Reality-Show Protagonistas de la Fama auf dem Kanal Telemundo.
Für das Album „De mi Fuego“ gab sie sich ein neues sinnliches und frisches Image und nahm Lieder der Stilrichtungen Caribbean Colombian und Tropical Music auf. Ihr Album aus dem Jahr 2009 „Reencuentro con Los Gemelos“ wurde zusammen mit der Musik des Spanish Harlem Orchestra, Bobby Valentín und Oscar D’León als stilgebend bezeichnet.
2002 schloss sie an der Universidad Externado de Colombia in Bogotá ihr Studium der Betriebswirtschaftslehre mit dem Diplom ab.

## Stil und Bedeutung
Carolina la O erreichte ihren musikalischen Durchbruch mit der romantischen Ballade „Dulce Veneno“.

## Preise und Auszeichnungen
- Female Tropical Artist of the Year 2010
- zweimalige Nominierung für Premio Lo Nuestro
- zweimalige Nominierung für Latin Billboard Charts
- Billboard Latin Music Award

## Diskografie
- El Son de Ahora (1999)
  - Yo soy la rumba

- Dulce Veneno (2001)
  - Dulce Veneno
  - Sabe a Chocolate

- Carolina (2003)
  - Prefiero estar Sola

- De Mi Fuego (2006)
  - Contigo
  - Dime Dime

- Reencuentro con Los Gemelos (2009)
  - Azucar Negra

- Carolina la O en Vivo (2010)
  - El Ultimo Beso
  - Que queda de este Amor